# Раджабов, Нусрат Раджабович
Нусрат Раджабович Раджабов (род. 25 сентября 1938, Гиссарский район) — советский и таджикский математик, доктор физико-математических наук (1975), профессор (1979), академик АН Таджикистана (2001), заслуженный деятель науки и техники Таджикистана (1994).

## Биография
Родился 25 сентября 1938 года в селе Сурхак-Чашама Гиссарского района Таджикской ССР. Окончил школу-интернат в Хисарском районе (1955) и физико-математический факультет Таджикского государственного университета им. В. И. Ленина (1960).
С 1960 года работал в отделении физики и математики Академии наук Таджикской ССР старшим лаборантом (1960—1966), аспирантом (1960—1965), младшим научным сотрудником, старшим научным сотрудником.
В 1966 году защитил кандидатскую диссертацию по теме «Решение некоторых граничных задач осесимметрической теории поля приведением их к краевым задачам аналитических функций»
В 1975 году защитил докторскую диссертацию по теме «Интегральные представления и граничные задачи для некоторых дифференциальных уравнений эллиптического типа с сингулярной линией»
В 1979 году присвоено звание профессора.
С 1977 по 2013 год работал в Таджикском государственном университете заведующим кафедрой математического анализа и теории функций. В 1978—1981 годы — заместитель декана, в 1982—1985 годы — декан механико-математического факультета.
С 1987 года член-корреспондент, с 22.11.2001 академик АН Таджикистана.
С 2000 по 2005 год — академик-секретарь отделения физики, математики, химии и геологии Академии наук Таджикистана.
В 2002—2004 годах — генеральный секретарь Ассоциации академий наук Азии (AASA).

## Научные работы
- Интегральные представления и граничные задачи для некоторых дифференциальных уравнений с сингулярной линией или сингулярными поверхностями. Учеб. пособие по спецкурсу. Ч. 1. — Душанбе : ТГУ, 1980. — 127 с. Ч. 2. — Душанбе : ТГУ, 1981. — 170 с. Ч. 3. Теория потенциалов. — Душанбе : ТГУ, 1982. — 170 с.
- Н. Раджабов, «Решение задач типа Римана и Гильберта для обобщенной системы Коши-Римана с сингулярной линией», Докл. АН СССР, 185:4 (1969), 764—767.
- Н. Раджабов, «Интегральные представления и граничные задачи для некоторых уравнений эллиптического типа с сингулярной гиперплоскостью», Дифференц. уравнения, 12:12 (1976), 2251—2264
- Rajabov N. Volterra type Integral equation with boundary and interior fixed singularity and super — singularity kernels and their application. LAP LAMBERT academic Publishing, 2011 Germany, 282 p.
- Раджабов Н., Мухаммед Ал Сайд. Переопределенная линейная система второго порядка с сингулярными и сверх — сингулярными линиями. Изд-во LAP LAMBERT academic Publishing, 2011 Germany, 234 p.
- Рачабов Н., Рачабова Л. Н. Введение в теорию многомерных интегральных уравнений типа Вольтерра с фиксированными сингулярными ядрами и их приложения, LAP LAMBERT Academic Publishing , Germany , 2012, 502 p. (Монография).